# Guerra Hispano-Americana
A Guerra Hispano-Americana foi um conflito bélico entre a Espanha e os Estados Unidos, ocorrido em 1898, como resultado da intervenção norte-americana na Guerra de Independência de Cuba. Ataques americanos às possessões ultramarinas da Espanha levaram ao envolvimento na Revolução Filipina e, finalmente, à Guerra Filipino-Americana.
Revoltas contra o domínio espanhol haviam ocorrido há alguns anos em Cuba. Houve pequenos conflitos antes, como no caso de Virginius em 1873. No final de 1890, a opinião pública norte-americana foi agitada por propaganda anti-espanhola liderada por jornalistas como Joseph Pulitzer e William Hearst que usaram jornalismo amarelo para criticar a administração espanhola de Cuba. Após o naufrágio misterioso do couraçado americano Maine no porto de Havana, as pressões políticas do Partido Democrata e certos industriais empurrou a administração do presidente republicano William McKinley para uma guerra que ele tinha a intenção de evitar. O compromisso foi procurado pela Espanha, mas rejeitado pelos Estados Unidos, que enviou um ultimato à Espanha exigindo que entregasse o controle de Cuba. Primeiro Madrid recusou e então Washington declarou formalmente guerra.
Embora a questão principal fosse a independência de Cuba, a guerra de dez semanas foi travada tanto nas Caraíbas quanto no Pacífico. O poder naval americano provou-se decisivo, permitindo que as forças expedicionárias americanas desembarcassem em Cuba contra uma guarnição espanhola já fragilizada por causa dos ataques de revoltosos cubanos por todo o país e pela febre amarela. Forças cubanas, das Filipinas, e norte-americanos numericamente superiores obtiveram a rendição de Santiago de Cuba e Manila, apesar do bom desempenho de algumas unidades de infantaria espanholas e do combate feroz por posições como a Colina de San Juan. Com duas esquadras espanholas obsoletas afundadas em Santiago de Cuba e da baía de Manila e uma terceira mais moderna chamada de volta para casa para proteger a costa espanhola, Madrid pediu a paz.
O resultado foi o Tratado de Paris de 1898, negociado em condições favoráveis aos Estados Unidos, que permitiu o controlo temporário americano sobre Cuba, e cedeu por tempo indeterminado a autoridade colonial sobre Porto Rico, Guam e as ilhas das Filipinas, antigas colónias de Espanha. A derrota e o colapso do Império Espanhol era um profundo choque para a psique nacional da Espanha, e provocou uma reavaliação filosófica e artística profunda da sociedade espanhola conhecida como a Geração de 98. Os Estados Unidos ganharam várias possessões insulares nas Caraíbas e no Pacífico e um novo debate rancoroso sobre a sabedoria do expansionismo.

## Antecedentes históricos

### Contenção colonial da Espanha
Os problemas combinados decorrentes da Guerra Peninsular, a perda da maioria das suas colónias nas Américas no início do século XIX, as guerras hispano-americanas de independência, e duas guerras Carlistas levaram a uma nova interpretação do império restante da Espanha. Liberais de elites espanholas, como Antonio Cánovas del Castillo e Emilio Castelar ofereceram novas interpretações ao conceito de "império" para se encaixar no nacionalismo emergente em Espanha. Como Cánovas deixou claro num discurso na Universidade de Madrid, em 1882, a nação espanhola foi baseada em elementos culturais e linguísticos comuns em ambos os lados do Atlântico, que vinculavam a união dos diversos territórios da Espanha.
Como muitos historiadores têm argumentado no presente e no passado, Cánovas explicou que a Espanha era marcadamente diferente dos impérios rivais, como a Grã-Bretanha e a França, nos seus métodos e propósitos de colonização. Ao contrário dos outros impérios, espalhar a civilização e o cristianismo foi o grande objectivo da Espanha na sua contribuição para o Novo Mundo. O conceito de unidade cultural tinha um significado especial em Cuba, que tinha sido espanhola durante quase 400 anos, como parte integrante da nação espanhola. O foco na preservação do império teria consequências negativas para o orgulho nacional da Espanha, no rescaldo da guerra.

### Interesse americano nas Caraíbas
Em 1823, o presidente dos Estados Unidos, James Monroe, enunciou a Doutrina Monroe, que afirmava que os Estados Unidos não tolerariam mais esforços por parte dos governos europeus para colonizar a terra ou interferir com os estados das Américas; no entanto, a colónia da Espanha, Cuba, foi dispensada. A proposta falhou e a atenção nacional passou para a Guerra Civil.
Os Estados Unidos ficaram interessados num canal ou na Nicarágua ou no Panamá, onde o canal do Panamá foi construído, e percebeu a necessidade de proteção naval. O capitão Alfred Thayer Mahan foi um teórico particularmente influente. As suas ideias foram muito admiradas por Theodore Roosevelt, o que fez com que os Estados Unidos rapidamente construíssem uma poderosa frota na década de 1890. Roosevelt actuou como Secretário Assistente da Marinha, em 1897-1898, e foi um defensor agressivo duma guerra com a Espanha sobre Cuba.
Enquanto isso, o movimento «Cuba Livre», liderado pelo intelectual cubano José Martí, estabeleceu escritórios na Flórida e Nova Iorque para comprar e contrabandear armas. Ele montou uma grande campanha de propaganda para gerar uma simpatia que levaria à pressão oficial sobre a Espanha. Igrejas protestantes e agricultores democratas eram favoráveis, mas os interesses comerciais e Washington foram ignorados.
Apesar disso, Cuba atraiu a atenção americana, pequena nota foi feita acerca das Filipinas, Guam e Porto Rico.
Os historiadores vêem o pouco interesse popular dos americanos por um império, mas note-se que a Grã-Bretanha, França, Alemanha e Japão haviam expandido drasticamente os seus impérios ultramarinos, em África, na Ásia e no Pacífico.

## O caminho para a guerra
A primeira tentativa séria para a independência de Cuba, a Guerra do Dez Anos, entrou em erupção em 1868 e foi subjugada pelas autoridades uma década mais tarde. Nem a derrota, nem as reformas no Pacto de Zanjón (fevereiro de 1878) arrefeceram o desejo de alguns revolucionários de maior autonomia e, finalmente, a independência. Um desses revolucionários, José Martí, continuou a promover a autonomia financeira e política cubana no exílio. No início de 1895, depois de anos de organização, Martí lançou uma invasão em três frentes da ilha.
O plano previa um grupo ido de Santo Domingo, liderado por Máximo Gómez, um grupo ido da Costa Rica, conduzido por Antonio Maceo Grajales, e outro dos Estados Unidos (preventivamente frustrado pelas autoridades norte-americanas na Flórida) para desembarcar em diferentes lugares da ilha e provocar uma revolta. Enquanto que a sua chamada para a revolução, o grito de Baíre, foi bem sucedido, o resultado não foi a grande demonstração de força que Martí esperava. Esperando uma vitória rápida, na realidade foi uma completa derrota, pelo que os revolucionários se decidiram em lutar uma campanha de guerrilha prolongada.
Antonio Cánovas del Castillo, o arquiteto da Restauração de Constituição de Espanha e o primeiro-ministro na época, ordenou ao general Arsenio Martínez-Campos Antón, um veterano ilustre da guerra contra a revolta anterior em Cuba, para sufocar a revolta. A relutância de Arsenio Martínez em aceitar a sua nova missão e o seu método de conter a revolta da província de Oriente rendeu-lhe críticas na imprensa espanhola.
A crescente pressão obrigou Cánovas a substituir o general Arsenio Martínez pelo general Valeriano Weyler, um militar que tinha experiência em sufocar rebeliões nas províncias ultramarinas e na metrópole espanhola. Weyler privou os rebeldes de armas, mantimentos e assistência, ordenando aos moradores de alguns bairros cubanos para se deslocarem para áreas de concentração perto do quartel-general militar. Esta estratégia foi eficaz em retardar a propagação da rebelião. Nos Estados Unidos, foi alimentado o fogo da propaganda anti-espanhola. Num discurso político, o presidente William McKinley condenou as ações espanholas contra os rebeldes armados. Ele mesmo disse que isso "não era uma guerra civilizada", mas "extermínio".

### Atitude espanhola

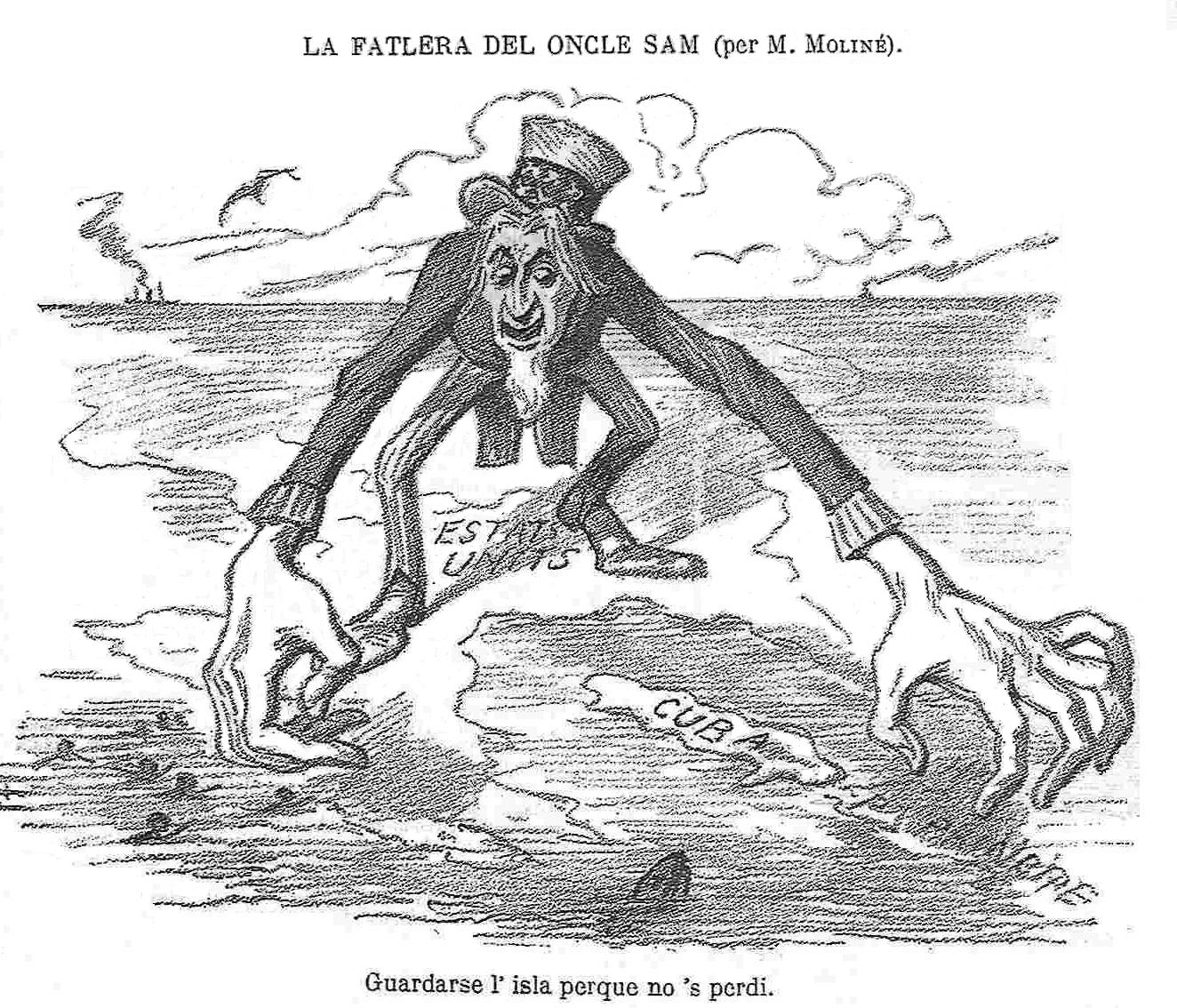
Desenho satírico publicado em La Campana de Gràcia (1896), critica o comportamento dos Estados Unidos em relação a Cuba. O texto abaixo lê: "Mantenha a ilha para que ele não vai se perder".

O governo espanhol considerou Cuba como uma província da Espanha, em vez duma colónia, e dependia dela para o prestígio e do comércio e, como um campo de treinamento para o exército. O primeiro-ministro Cánovas del Castillo, anunciou que "a nação espanhola está disposta a sacrificar até à última peseta do seu tesouro e até à última gota de sangue do último espanhol antes de consentir que alguém arrebate um pedaço do seu território". Ele tinha há muito tempo dominado e estabilizado a política espanhola e acabou assassinado em 1897, deixando um sistema político espanhol instável.

### Resposta dos Estados Unidos
A erupção da revolta cubana, as medidas de Weyler e a fúria popular provaram ser uma bênção para a indústria de jornais na cidade de Nova Iorque, onde Joseph Pulitzer do New York World e William Randolph Hearst do New York Journal American reconheceram o potencial para grandes manchetes e histórias que iriam vender muitas cópias. Ambos os jornais abrangiam as ações da Espanha e as táticas de Weyler de forma que confirmaram a atitude depreciativa popular em direção a Espanha na América. Nas mentes, livros escolares e bolsas de estudo do público, na sua maioria protestante, dos Estados Unidos, o Império Espanhol católico era atrasado, a utilização dos índios como escravos era imoral e era financiado com o ouro roubado aos colonos hispano-americanos.
Os Estados Unidos tinham interesses económicos importantes que estavam a ser prejudicados pelo conflito prolongado e o crescimento das incertezas sobre o futuro de Cuba. Empresas de transporte que dependiam fortemente do comércio com Cuba sofreram grandes perdas, já que o conflito continuava sem solução. Estas empresas pressionaram o Congresso dos Estados Unidos e o presidente McKinley a procurar o fim da revolta. Outras preocupações das empresas norte-americanas, especialmente aquelas que tinham investido em açúcar cubano, apoiaram o Império Espanhol para restaurar a ordem. Estabilidade, e não a guerra, foi o objetivo de ambos os interesses. Como a estabilidade a ser alcançada iria depender em grande parte da capacidade da Espanha e os Estados Unidos para resolver suas questões diplomaticamente.
O presidente McKinley, bem consciente da complexidade política entorno do conflito, desejava acabar com a revolta pacificamente. Ameaçando a considerar o reconhecimento do estatuto de beligerante de Cuba, e, assim, permitindo que o rearmamento legal de insurgentes cubanos por empresas norte-americanas, ele enviou Stewart L. Woodford a Madrid para negociar um fim para o conflito. Com Práxedes Sagasta, um defensor aberto da autonomia cubana, agora primeiro-ministro da Espanha (o mais linha-dura Cánovas del Castillo havia sido assassinado antes de Woodford chegasse), a negociação correu bem. Autonomia cubana foi marcada para começar em 1 de janeiro de 1898.

### USSMaine

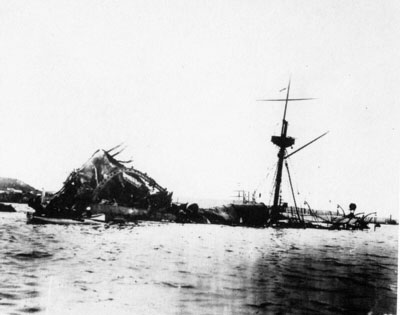
O afundado USS Maine no porto de Havana.

Onze dias depois de o governo autônomo de Cuba tomar o poder, um pequeno motim eclodiu em Havana. Pensou-se que o motim tinha sido iniciado por oficiais espanhóis que se sentiram ofendidos com as críticas de jornais persistentes das políticas do general Valeriano Weyler. McKinley enviou então o USS Maine para Havana a fim de garantir a segurança dos cidadãos e dos interesses americanos.
A necessidade de os Estados Unidos enviarem o Maine para Havana era esperada há meses, mas o governo espanhol foi notificado apenas 18 horas antes da sua chegada, o que era contrário à convenção diplomática. Os preparativos para o possível conflito começaram em outubro de 1897, quando McKinley organizou o Maine para ser implantado em Key West, Florida, como parte de uma implantação global do poder naval dos Estados Unidos para atacar simultaneamente em várias frentes, se a guerra não fosse evitada. Enquanto o Maine estava a esquerda de Flórida, uma grande parte do Esquadra do Atlântico Norte foi transferida para Key West e no golfo do México. Outros também foram transferidos ao largo da costa de Lisboa, e ainda outros foram transferidos para Hong Kong.
Às 21:40 de 15 de fevereiro de 1898, o Maine afundou no porto de Havana, depois de sofrer uma enorme explosão. Enquanto McKinley pregou paciência, a notícia da explosão e pela morte de 266 marinheiros, a opinião pública americana exigiu uma resposta rápida beligerante. McKinley pediu ao congresso para reservar US$ 50 milhões para a defesa, que foi aprovado por unanimidade. A maioria dos líderes da América tomaram a posição de que a causa da explosão era desconhecida, mas a atenção do público era agora cravada sobre a situação da Espanha não conseguir encontrar uma solução diplomática para evitar a guerra. Ele apelou para as potências europeias, os quais aconselharam a Espanha a recuar e evitar a guerra.
A investigação da Marinha dos Estados Unidos, divulgada em 28 de março, concluiu que os paióis do navio foram acesas quando uma explosão externa foi detonada sob o casco do navio. Este relatório derramou combustível sobre a indignação popular nos Estados Unidos, tornando a guerra inevitável.Offner 2004, p. 57. A investigação da Espanha chegou à conclusão oposta: a explosão foi originada dentro do navio. Outras investigações em anos mais tarde chegaram a várias conclusões contraditórias. Em 1974, o almirante Hyman George Rickover analisou pessoalmente os documentos e entendeu que houve uma explosão interna. Um estudo encomendado pela revista National Geographic em 1999, usando AME modelagem computacional, afirmou que a explosão pode ter sido causada por uma mina, mas não há evidência definitiva que comprove.

### Declarando guerra
Após o Maine ser destruído, editores de jornais Hearst e Pulitzer decidiram que os espanhóis eram os culpados, e divulgaram esta teoria como um fato em seus jornais de Nova Iorque usando histórias sensacionalistas e surpreendentes de "atrocidades" cometidas pelos espanhóis em Cuba. Exageraram sobre o que estava acontecendo e de como os espanhóis tratavam os prisioneiros cubanos. As histórias foram baseadas em verdade, mas escritas com linguagem incendiária provocando respostas emocionais e muitas vezes acaloradas entre os leitores. Um mito comum é a resposta de Hearst ao parecer do seu ilustrador Frederic Remington, de que as condições em Cuba não bastavam para levar a hostilidades entre a Espanha e os Estados Unidos: "Você fornece as imagens e eu vou fornecer a guerra".
Este novo "jornalismo amarelo" (ou imprensa marrom) foi, no entanto, incomum fora de Nova Iorque, e os historiadores não consideram a principal força de formação da opinião pública nacional americana. Porém, em todo o país os americanos exigiam uma ação imediata, oprimindo os esforços do presidente McKinley, do presidente da Câmara Thomas Brackett Reed, e a comunidade empresarial para encontrar uma solução negociada.
Um discurso proferido pelo senador republicano Redfield Proctor de Vermont em 17 de março de 1898, cuidadosamente analisou a situação, concluindo que a guerra era a única resposta. O discurso ajudou a proporcionar um impulso final para os Estados Unidos a declarar guerra.:210 Muitos empresários e comunidades religiosas, que tinham até então se oposto à guerra, mudaram de lado deixando o presidente McKinley e Reed quase sozinhos em sua resistência a uma guerra. Em 11 de abril, McKinley terminou a sua resistência e pediu ao congresso a autorização para enviar tropas americanas para Cuba para acabar com a guerra civil, sabendo que o congresso iria forçar uma guerra.

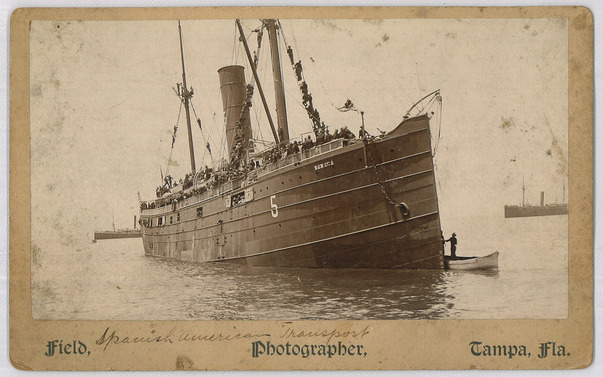
O navio de transporte americano Seneca, um navio fretado que transportava tropas para Porto Rico e Cuba.

Em 19 de abril, enquanto o congresso estava pensando em resoluções conjuntas de apoio à independência cubana, o senador republicano Henry M. Teller de Colorado propôs a Emenda Teller para garantir que os Estados Unidos não estabelecessem controle permanente sobre Cuba após a guerra. A alteração, negando qualquer intenção de anexar Cuba, foi aprovada pelo senado por 42-35; sendo que a Câmara concordou no mesmo dia, por 311-6. A resolução alterada exigia a retirada espanhola e autorizando o o presidente a usar a força militar que ele considerasse necessária para ajudar Cuba no ganho da independência em relação à Espanha. O presidente McKinley assinou a resolução conjunta em 20 de abril de 1898, e o ultimato foi enviado para o velho continente. Em resposta, a Espanha rompeu relações diplomáticas com os Estados Unidos no dia 21 de abril. No mesmo dia, a Marinha os Estados Unidos iniciou um bloqueio à Cuba. Espanha declarou guerra em 23 de abril. Em 25 de abril, o congresso declarou que o estado de guerra entre os Estados Unidos e a Espanha já existia desde 21 de abril, o dia em que o bloqueio de Cuba tinha começado.
A marinha estava pronta, mas o exército não estava bem preparado para a guerra e fez mudanças radicais nos planos e suprimentos rapidamente adquiridos. Na primavera de 1898, a força do exército regular dos Estados Unidos tinha apenas 28 000 homens. O Exército queria 50 000 novos homens, mas recebeu mais de 220 000, através de voluntários e a mobilização de unidades da Guarda Nacional do Estado.

## Teatro do Pacífico

### Filipinas

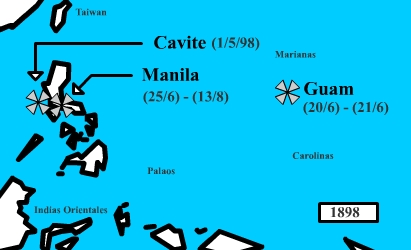
O teatro do Pacífico da Guerra Hispano-Americana.

Nos 300 anos de domínio espanhol, o país se desenvolveu de uma pequena colônia no extremo do Vice-Reino da Nova Espanha para uma terra com elementos modernos nas cidades. As classes médias de língua espanhola do século XIX eram em sua maioria educados nas idéias liberais vindas da Europa. Entre estes ilustrados foi o Filipino herói nacional José Rizal, que exigiu maiores reformas das autoridades espanholas. Este movimento levou à Revolução Filipina contra o domínio colonial espanhol. A revolução estava em um estado de trégua desde a assinatura do Pacto de Biak-na-Bato em 1897, com os líderes revolucionários que têm aceito o exílio fora do país.

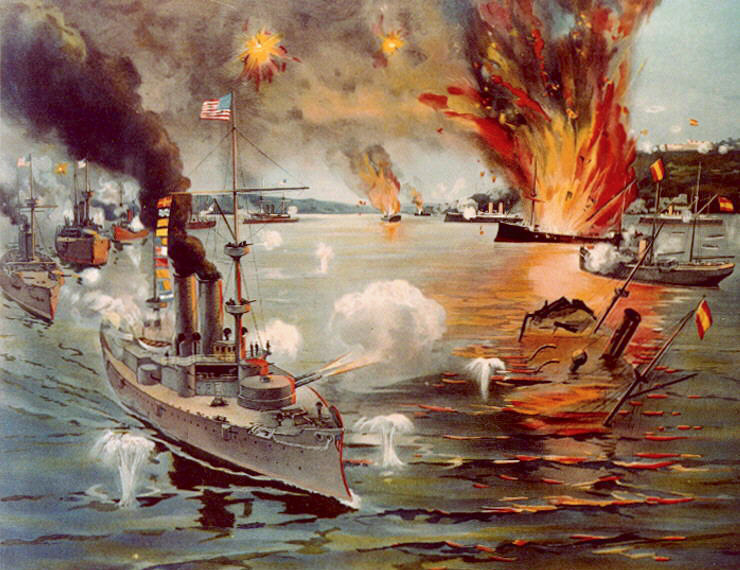
A Batalha da Baía de Manila.

A primeira batalha entre as forças americanas e espanholas foi na Baía de Manila, onde, em 1 de maio, Comodoro George Dewey, comandando a Esquadra Asiática da Marinha os Estados Unidos a bordo do USS Olympia, em questão de horas derrotou uma esquadra espanhola sob o almirante Patricio Montojo. Dewey conseguiu isso com apenas nove feridos. Com a apreensão alemã de Tsingtao, em 1897, a esquadra de Dewey tornou-se a única força naval no Extremo Oriente, sem uma base local própria, e cheia de carvão e problemas de munições. Apesar desses problemas, a Esquadra Asiática não só destruiu a frota espanhola, mas também capturou o porto de Manila.
Após a vitória de Dewey, Baía de Manila estava cheia de navios de guerra da Grã-Bretanha, Alemanha, França e Japão. A frota alemã de oito navios, aparentemente em águas filipinas para proteger os interesses alemães, agindo provocativamente, cortando na frente de navios americanos, recusando-se a saudar a bandeira dos Estados Unidos (de acordo com os costumes de cortesia naval).
Os alemães, com interesses próprios, estavam ansiosos para tirar proveito de todas as oportunidades que o conflito nas ilhas poderia permitir. Os americanos chamavam o blefe dos alemães, ameaçando com conflito se a agressão continuasse, e os alemães recuaram. Na época, os alemães esperavam que o confronto nas Filipinas para terminar em uma derrota norte-americana, com os revolucionários capturando Manila e deixando as Filipinas madura para a colheita alemã.
O comodoro Dewey transportou Emilio Aguinaldo, líder filipino que havia liderado uma rebelião contra o domínio espanhol nas Filipinas, em 1896, para as Filipinas do exílio em Hong Kong para reunir mais Filipinos contra o governo colonial espanhol. Em junho, as forças americanas e filipinas haviam tomado o controle da maior parte das ilhas, exceto para a cidade fortificada de Intramuros. Em 12 de junho, Aguinaldo proclamou a independência das Filipinas.
No dia 13 de agosto, com os comandantes americanos desconhecem que um cessar-fogo foi assinado entre a Espanha e os Estados Unidos, no dia anterior, as forças americanas capturaram a cidade de Manila de controle Espanhol. Esta batalha marcou o fim da colaboração Filipino-americana, como a ação americana de impedir as forças filipinas de entrar na cidade capturada de Manila foi profundamente ressentida pelos filipinos. Isto mais tarde levou à Guerra Filipino-Americana, que viria a ser mais mortal e caro do que a Guerra Hispano-Americana.
Os Estados Unidos tinham enviado uma força de cerca de 11 000 soldados terrestres para as Filipinas. O conflito armado eclodiu entre forças dos Estados Unidos e os Filipinos quando as tropas americanas começaram a tomar o lugar dos espanhóis no controle do país após o fim da guerra, resultando na Guerra Filipino-Americana. Em 14 de agosto de 1899, a Comissão Schurman recomendou que os Estados Unidos mantenham o controle das Filipinas, possivelmente, a concessão da independência no futuro.

### Guam
Em 20 de junho, a frota dos Estados Unidos comandada pelo capitão Henry Glass, que consiste no cruzador blindado USS Charleston e três transportes carregando tropas para as Filipinas, entrou no porto de Guam, Capitão Glass tendo aberto ordens seladas, instruindo-o a continuar em Guam e capturá-la. Charleston disparou algumas rodadas canhão no Forte de Santa Cruz sem receber fogo de retorno. Dois funcionários locais, sem saber que a guerra havia sido declarada e acreditando que o disparo tinha sido uma saudação, saíram para pedir desculpas por sua incapacidade de retornar a saudação. Glass informou que os Estados Unidos e a Espanha estavam em guerra.
No dia seguinte, Glass enviou o tenente William Braunersruehter para atender o governador espanhol para organizar a rendição da ilha e da guarnição espanhola. Cerca de 54 espanhóis de infantaria foram capturados e transportados para as Filipinas como prisioneiros de guerra. Todas as forças dos Estados Unidos deixaram Guam, mas o único cidadão dos Estados Unidos na ilha, Frank Portusach, disse o capitão Glass que ele iria cuidar de coisas até que as forças dos Estados Unidos retornassem.

## Teatro do Caribe

### Cuba

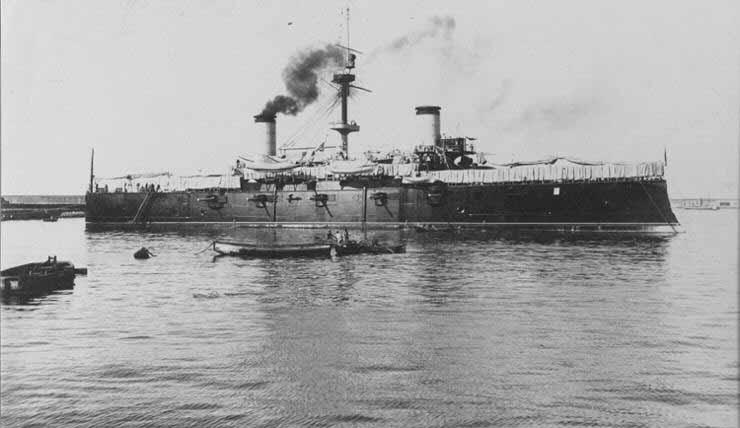
O cruzador blindado espanhol Cristóbal Colón, que foi destruído durante a batalha de Santiago em 3 de julho de 1898.

Theodore Roosevelt defendia a intervenção em Cuba, tanto para o povo de Cuba e promover a Doutrina Monroe. Enquanto secretário adjunto da marinha, ele colocou a marinha em pé em tempos de guerra e preparou a Esquadra Asiática de Dewey para a batalha. Ele também trabalhou com Leonard Wood em convencer o exército para levantar um regimento de voluntários, a primeira cavalaria voluntária dos Estados Unidos. A Wood foi dado o comando do regimento, que rapidamente tornou-se conhecido como o "Rough Riders".
Os americanos pretendiam capturar a cidade de Santiago de Cuba para destruir Linares do exército e da frota de Cervera. Para chegar a Santiago que teve que passar por defesas espanholas concentradas em San Juan Hills e uma pequena cidade no El Caney. As forças americanas foram auxiliadas em Cuba pelos rebeldes pró-independência lideradas pelo general Calixto García.

### Campanha terrestre
De 22 - 24 de junho, os U.S. V Corps do general William R. Shafter desembarcou em Daiquirí e Siboney, no leste de Santiago, e estabeleceu uma base americana das operações. Um contingente de tropas espanholas, tendo lutado uma batalha com os americanos perto Siboney em 24 de junho, retirou-se para as suas posições levemente entrincheirados em Las Guasimas. Uma guarda avançou das forças norte-americanas segundo o ex-general confederado Joseph Wheeler ignorado partes de prospecção preliminar cubanas e ordens para proceder com cautela. Eles estavam envolvidos na retaguarda espanhola de cerca de 2 000 soldados liderados pelo general Antonio Rubin que efetivamente lhes deu uma emboscada, na batalha de Las Guasimas em 24 de junho. A batalha terminou indecisa em favor da Espanha e os espanhóis de Las Guasimas a esquerda em seu recuo planejado para Santiago.
O Exército dos Estados Unidos empregou atiradores da época da Guerra Civil à frente das colunas que avançavam. Três dos quatro soldados americanos que se ofereceram para atuar como batedores que andam na frente da coluna americana foram mortos, incluindo Hamilton Fish II (neto de Hamilton Fish, o Secretário de Estado de Ulysses S. Grant) e Capitão Alyn Capron, que Theodore Roosevelt descreveria como um dos melhores líderes naturais e soldados que já conheci. Só o Território de Oklahoma dos índios Pawnee, Tom Isbell, ferido sete vezes, sobreviveu.
A Batalha de Las Guasimas mostrou que os Estados Unidos de raciocínio rápido dos soldados americanos não iria ficar com as antigas táticas de guerra civil lineares que não funcionaram de forma eficaz contra as tropas espanholas que haviam aprendido a arte da capa e ocultação de sua própria luta com os rebeldes cubanos, e nunca cometeu o erro de revelar suas posições, enquanto na defesa. Os americanos avançavam por juncos e ficaram no mato para que eles, também, foram em grande parte invisíveis aos espanhóis que usaram fogo volley un-alvo para tentar incendiar em massa contra os americanos que avançavam. Enquanto alguns soldados foram atingidos, esta técnica foi principalmente um desperdício de balas que os americanos aprenderam a abaixar assim que o ouvissem falar a palavra espanhola fuego ("fogo"), gritado pelos oficiais espanhóis. Tropas espanholas estavam equipadas com armas de pólvora sem fumaça, que também ajudaram a esconder as suas posições enquanto disparavam. Tropas espanholas regulares eram em sua maioria armados com modernos carregadores 1893 7 mm rifles Mauser espanhol e usavam pólvora sem fumaça. Tanto a cavalaria regular e da cavalaria voluntária, Rough Riders usavam munição sem fumaça. Outras tropas irregulares estavam armados com rifles Remington Rolling Block de calibre .43 Spanish usando pólvora sem fumaça e bala bronze jaquetada.
A alta velocidade da 7×57mm Mauser o cartucho foi chamado de "Spanish Hornet" pelos americanos por causa da rachadura supersônica, uma vez que passasse sobre a cabeça deles. Em resposta, as tropas americanas que utilizavam .30-40 Krag-Jørgensen e pior como .45–70 Springfield rifles de pólvora negra de um único tiro se encontraram incapazes de responder com um volume equivalente de fogo. Soldados americanos poderiam avançar contra os espanhóis apenas no que agora são chamados de juncos "Fireteam", de quatro a cinco grupos de homens avançando enquanto outros previstos com apoio de fogo de armas ligeiras.
Em 1 de julho, uma força combinada de cerca de 15 000 soldados americanos da infantaria regular e regimentos de cavalaria, incluindo todos os quatro regimentos "Colored" do exército e regimentos de voluntários, entre eles Roosevelt e seu "Rough Riders", o 71st New York, o 2nd Massachusetts de Infantaria e 1st North Carolina, e as forças cubanas rebeldes atacaram 1 270 espanhóis entrincheirados no estilo de guerra ataques frontais civis e perigosas na Batalha de El Caney e Batalha de San Juan Hill fora de Santiago. Mais de 200 soldados americanos foram mortos e cerca de 1 200 feridos nos combates, graças à elevada cadência de tiro dos espanhóis foram capazes de disparar. Apoio de fogo de metralhadoras Gatling foi fundamental para o sucesso do ataque. Cervera decidiu fugir de Santiago dois dias mais tarde.
As forças espanholas em Guantánamo foram tão isoladas por fuzileiros navais e forças cubanas que eles não sabiam que Santiago estava sob cerco, e as suas forças na parte norte da província não poderiam romper as linhas cubanos. Isso não era verdade da coluna relevo Escario de Manzanillo, que lutou o seu caminho passado determinadas a resistência cubana, mas chegou tarde demais para participar do cerco.
Depois das batalhas de San Juan Hill e El Caney, o avanço americano parou. Tropas espanholas defenderam com sucesso Fort Canosa, permitindo-lhes para estabilizar a sua linha e impedir a entrada de Santiago. Os americanos e cubanos forçadamente iniciaram um sangrento,  cerco da cidade. Durante as noites, as tropas cubanas cavaram série sucessiva de "trincheiras" (parapeitos levantados), para as posições espanholas. Depois de concluído, esses parapeitos foram ocupados por soldados americanos e um novo conjunto de escavações foi em frente. As tropas americanas, enquanto que sofrem perdas diárias pelo fogo Espanhol, que sofreram muito mais baixas de exaustão pelo calor e doenças transmitidas por mosquitos. Nas abordagens a oeste da cidade, general cubano Calixto Garcia começou a invadir a cidade, causando muito pânico e medo de represálias entre as forças espanholas.

### Operações navais

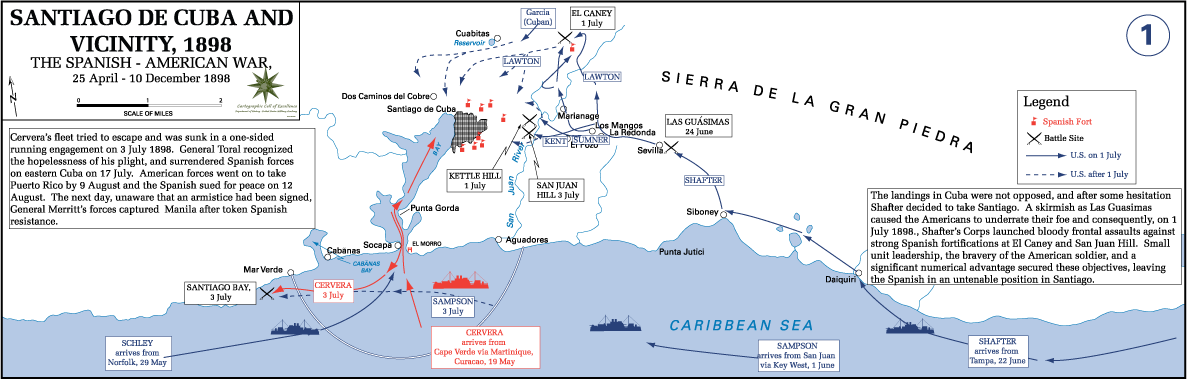
A Campanha de Santiago (1898)

O principal porto de Santiago de Cuba foi o principal alvo das operações navais durante a guerra. A frota dos Estados Unidos atacou Santiago abrigo necessário da temporada de furacões no verão; Baía de Guantánamo, com o seu excelente porto, foi o escolhido. A invasão de 1898 da Baía de Guantánamo aconteceu entre 6 - 10 de junho, com o primeiro ataque naval dos Estados Unidos e subsequente desembarque bem sucedido de fuzileiros navais dos Estados Unidos, com o apoio naval.
A Batalha de Santiago de Cuba em 3 de julho, foi a maior batalha naval da Guerra Hispano-Americana e resultou na destruição da Esquadra do Caribe espanhola (também conhecida como a Flota de Ultramar). Em maio, a frota do almirante espanhol Pascual Cervera y Topete fora avistado por forças americanas no porto de Santiago, onde tinham tomado abrigo para proteção contra ataques do mar. A dois meses de impasse entre as forças navais espanholas e americanas seguiram.
Quando a esquadra espanhola finalmente tentou deixar o porto em 3 de julho, as forças americanas destruíram ou afundaram cinco dos seis navios. Apenas um navio espanhol, o novo cruzador blindado Cristóbal Colón, sobreviveu, mas seu capitão puxou a bandeira para baixo e afundou-la no mar quando os americanos finalmente capturaram o cruzador. Os 1 612 marinheiros espanhóis que foram capturados, incluindo o Almirante Cervera, foram enviados para a Ilha de Seavey no Estaleiro Naval de Portsmouth em Portsmouth, Nova Hampshire, onde foram confinados em Camp Long como prisioneiros de guerra, de 11 de julho até meados de setembro.
Assistente Construtor da Marinha dos Estados Unidos Richmond P. Hobson tinha sido ordenado pelo contra-almirante William T. Sampson para afundar o USS Merrimac no porto para reprimir a frota espanhola. A missão foi um fracasso, e Hobson e sua tripulação foram capturados. Eles foram trocados em 6 de julho, e Hobson se tornou um herói nacional, ele recebeu a Medalha de Honra em 1933 e se tornou um congressista.

### Retirada dos Estados Unidos
A febre amarela havia se espalhado rapidamente entre a força de ocupação americana, aleijando-la. Um grupo de agentes envolvidos do exército americano Theodore Roosevelt escolheu para elaborar um pedido de Washington que retirar o Exército, um pedido para que em paralelo um similar da general Shafter, que descreveu a sua força como um "exército de convalescentes". Até o momento de sua carta, 75% da força em Cuba era imprópria para o serviço.
Em 7 de agosto, a força de invasão americana começou a sair de Cuba. A evacuação não foi total. O Exército dos Estados Unidos manteve o nono regimento de infantaria negro em Cuba para apoiar a ocupação. A lógica era que sua raça e o fato de que muitos voluntários negros vieram de estados do sul iria protegê-los, essa lógica levou a esses soldados que está sendo apelidado de "imunes". Ainda assim, 73 de seus 984 soldados tinham contraído a doença.

### Porto Rico
Em maio de 1898, o tenente Henry H. Whitney dos Estados Unidos Quarta Artilharia foi enviado a Porto Rico em uma missão de reconhecimento, promovido pelo Departamento de Inteligência Militar do Exército. Ele forneceu mapas e informações sobre as forças militares espanholas ao governo dos Estados Unidos antes da invasão.
A ofensiva americana começou em 12 de maio de 1898, quando uma esquadra de 12 navios dos Estados Unidos comandada pelo contra-almirante William T. Sampson da Marinha dos Estados Unidos atacaram a capital do arquipélago, San Juan. Embora o dano infligido sobre a cidade era mínima, os americanos foram capazes de estabelecer um bloqueio no porto da cidade de San Juan. Em 22 de junho, o cruzador Isabel II e o contratorpedeiro Terror fizeram um contra-ataque, mas foram incapazes de romper o bloqueio e o Terror foi danificado.
A ofensiva terrestre começou no dia 25 de julho, quando 1 300 soldados de infantaria liderada por Nelson A. Miles desembarcaram da costa de Guánica. A primeira resistência armada ocorreu em Yauco no que ficou conhecido como a Batalha de Yauco.
Este encontro foi seguido pela Batalha de Fajardo. Os Estados Unidos conseguiram assumir o controle de Fajardo em 1 de agosto, mas foram obrigados a retirar-se em 5 de agosto depois que um grupo de 200 soldados porto-riquenhos-espanhóis liderados por Pedro del Pino ganharam o controle da cidade, enquanto a maioria dos habitantes civis fugiram para as proximidades do farol. Os americanos encontraram maior resistência durante a Batalha de Guayama e à medida que avançavam para o interior da ilha principal. Eles se engajaram em fogo cruzado em Ponte do Rio Guamani, Coamo, Silva Heights e, finalmente, a Batalha de Asomante. As batalhas foram inconclusivas quanto os soldados aliados recuaram.
A batalha em San Germán concluiu de forma semelhante com os espanhóis recuando para Lares. Em 9 de agosto de 1898, tropas americanas que estavam perseguindo unidades em retirada de Coamo encontraram forte resistência em Aibonito em uma montanha conhecida como Cerro Gervasio del Asomante e recuaram depois de seis de seus soldados ficaram feridos. Eles voltaram três dias mais tarde, reforçada com unidades de artilharia e tentaram um ataque surpresa. No fogo cruzado posterior, soldados confusos relataram ter visto reforços espanhóis nas proximidades e cinco oficiais americanos foram gravemente feridos, o que levou a uma ordem de recuo. Todas as ações militares em Porto Rico foram suspensas em 13 de agosto, depois que o presidente dos Estados Unidos, William McKinley e embaixador francês Jules Cambon, agindo em nome do governo espanhol, assinaram um armistício pelo qual a Espanha renunciou a sua soberania sobre Porto Rico.

### Fazendo a paz

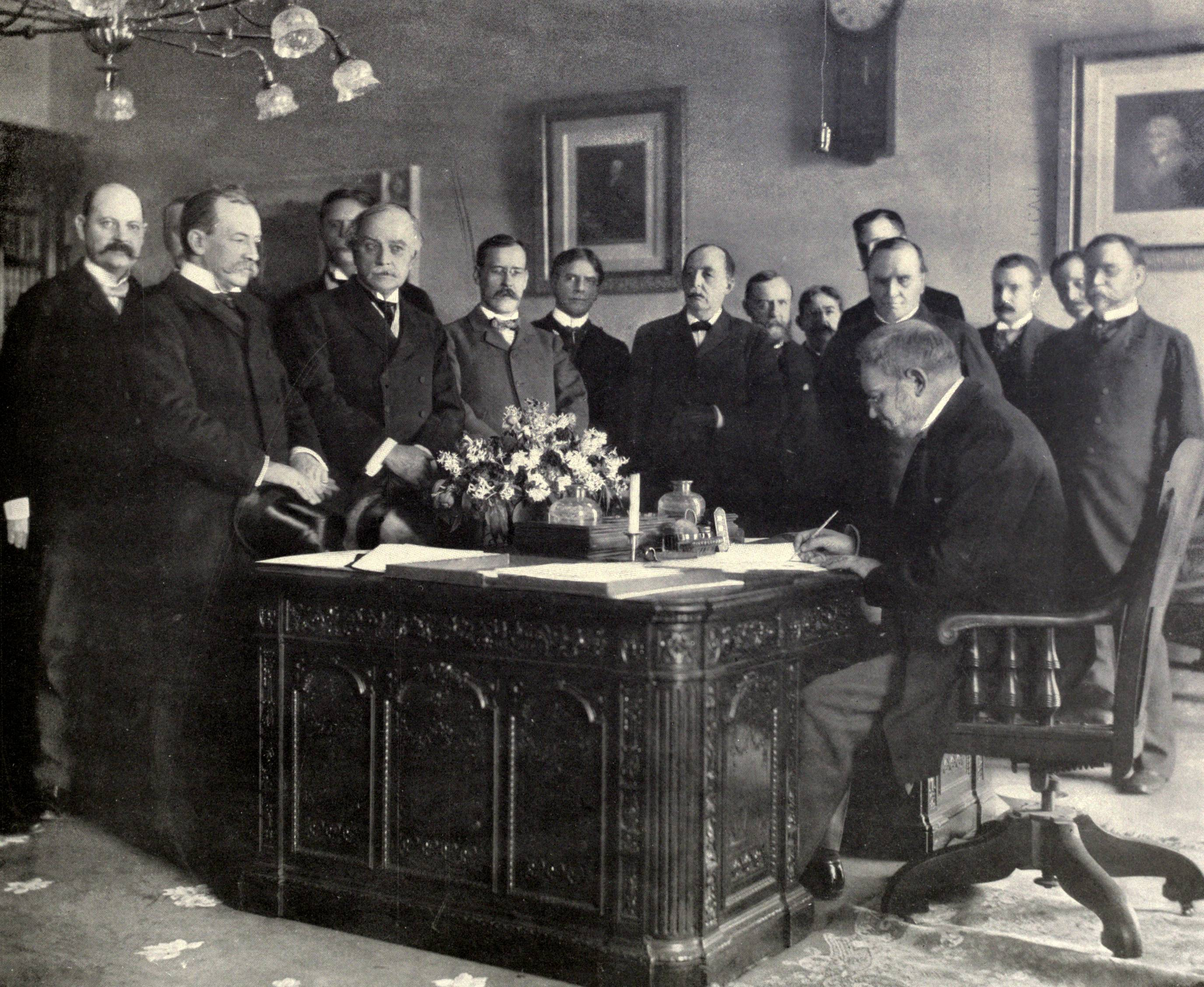
Jules Cambon, o embaixador francês nos Estados Unidos, a assinatura do memorando de ratificação em nome da Espanha.

Com derrotas em Cuba e nas Filipinas, e ambas as suas frotas incapacitadas, Espanha pediu a paz e as negociações foram abertas entre as duas partes. Após a doença e morte do cônsul britânico Edward Henry Rawson-Walker, almirante americano George Dewey solicitou o cônsul belga para Manila, Édouard André, para tomar o lugar de Rawson-Walker como intermediário com o governo espanhol.  
As hostilidades foram interrompidas em 12 de agosto de 1898, com a assinatura em Washington de um Protocolo de Paz entre os Estados Unidos e Espanha. Depois de mais de dois meses de difíceis negociações, o tratado de paz formal, o Tratado de Paris, foi assinado em Paris em 10 de dezembro de 1898, e foi ratificado pelo Senado dos Estados Unidos em 6 de fevereiro de 1899.
Os Estados Unidos ganharam todas as colônias da Espanha fora da África pelo tratado, incluindo as Filipinas, Guam e Porto Rico. O tratado entrou em vigor em Cuba 11 de abril de 1899, como os cubanos participam apenas como observadores. Tendo sido ocupada desde 17 de julho de 1898, e, portanto, sob a jurisdição do Governo Militar dos Estados Unidos (USMG), Cuba formou o seu próprio governo civil e ganhou a independência em 20 de maio de 1902, com o fim anunciado do USMG da jurisdição sobre a ilha. No entanto, os Estados Unidos impuseram várias restrições sobre o novo governo, incluindo a proibição de alianças com outros países, e se reservou o direito de intervir. Os Estados Unidos também estabeleceram um contrato de arrendamento perpétuo da Baía de Guantánamo.

## Consequências
A guerra durou dez semanas. John Hay (o Embaixador dos Estados Unidos no Reino Unido), escrevendo de Londres para seu amigo Theodore Roosevelt declarou que foi "uma esplêndida guerra pequena".
A imprensa mostrou os nortistas e sulistas, negros e brancos que lutam contra um inimigo comum, ajudando a facilitar as cicatrizes deixadas pela guerra civil americana.
A guerra marcou a entrada americana em assuntos mundiais. Desde então, os Estados Unidos tiveram uma mão significativa em vários conflitos ao redor do mundo, e entraram com muitos tratados e acordos. O Pânico de 1893 foi por esta altura, e os Estados Unidos incorporou um longo e próspero período de crescimento econômico e populacional, e inovação tecnológica que durou até a década de 1920.
A guerra redefiniu a identidade nacional, serviu como uma espécie de solução para as divisões sociais que assolam a mente americana, e forneceu um modelo para todo o futuro do jornalismo.
A guerra também terminou eficazmente o Império Espanhol. Espanha vinha caindo como um poder imperial desde o início do século XIX, como resultado da invasão de Napoleão. A perda de Cuba causou um trauma nacional por causa da afinidade dos espanhóis peninsulares de Cuba, que era visto como outra província de Espanha e não como uma colônia. Espanha manteve apenas um punhado de participações no exterior: África Ocidental Espanhola (Saara Espanhol), Guiné Espanhola, Marrocos Espanhol e as Ilhas Canárias.
O soldado espanhol Julio Cervera Baviera, que atuou na campanha de Porto Rico, publicou um panfleto no qual ele culpou os nativos daquela colônia para a sua ocupação pelos americanos, dizendo: "Eu nunca vi um país ingrato como servil [i.e., Puerto Rico].... Em 24 horas, o povo de Porto Rico deixou de ser fervorosamente espanhol com entusiasmo americano.... Eles se humilharam, dando para o invasor como os arcos de escravos para o senhor poderoso". Ele foi desafiado para um duelo por um grupo de jovens porto-riquenhos para escrever este panfleto.
Culturalmente, uma nova onda chamada Geração de 98 surgiu como uma resposta a esse trauma, marcando um renascimento da cultura espanhola. Economicamente, a guerra beneficiou a Espanha, porque depois da guerra de grandes somas de capital detido pelos espanhóis em Cuba e na América foram devolvidos para a península e investiu na Espanha. Este fluxo maciço de capitais (o equivalente a 25% do produto interno bruto de um ano) ajudou a desenvolver as grandes empresas modernas de aço da Espanha, as indústrias de energia elétrica química, financeira, mecânica, têxtil, naval. No entanto, as consequências políticas eram graves. A derrota na guerra começou com o enfraquecimento da estabilidade política frágil que havia sido estabelecido anteriormente pela regra de Alfonso XII.

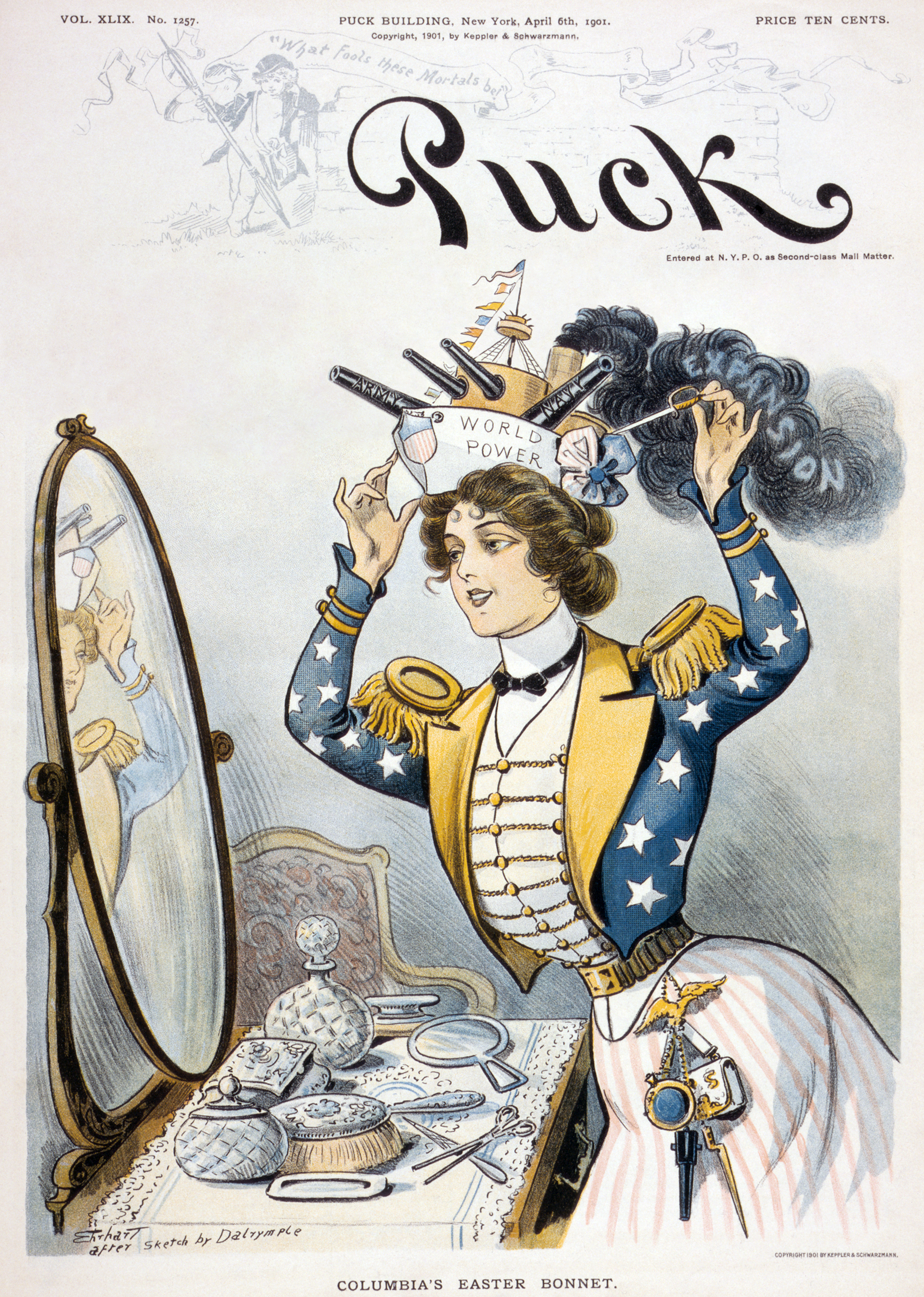
A capa da revista Puck a partir de 6 de abril de 1901. Caricaturas de uma capota de Easter feito de um navio de guerra que alude aos ganhos da Guerra Hispano-Americana.

O Congresso dos Estados Unidos tinha passado a Emenda Teller antes da guerra, prometendo a independência cubana. No entanto, o senado aprovou a Emenda Platt como um piloto para um projeto de lei de diretrizes orçamentárias do exército, forçando um tratado de paz em Cuba, que proibiu de assinar tratados com outros países ou contrair uma dívida pública. A Emenda Platt foi empurrada pelos imperialistas que queriam projeto dos Estados Unidos no exterior (isso foi em contraste com a Emenda Teller, que foi empurrado por anti-imperialistas que pediram uma restrição na regra dos Estados Unidos). A alteração concedida nos Estados Unidos o direito de estabilizar Cuba militarmente, se necessário. A Emenda Platt também previa uma base naval permanente americana em Cuba. Guantánamo foi estabelecida após a assinatura de tratados entre Cuba e os Estados Unidos em 1903.
Os Estados Unidos anexaram as ex-colônias espanholas de Porto Rico, Filipinas e Guam. A noção dos Estados Unidos como um poder imperial, com as colônias, foi muito debatida internamente com o presidente McKinley e pró-imperialistas vencendo o seu caminho sobre a oposição vocal liderada pelo democrata William Jennings Bryan, que havia apoiado a guerra. O público americano amplamente apoiado a posse de colônias, mas também havia sido muito crítica, como Mark Twain, que escreveu The War Prayer em protesto.
Roosevelt voltou para os Estados Unidos, um herói de guerra, e ele logo foi eleito governador e, em seguida, vice-presidente.

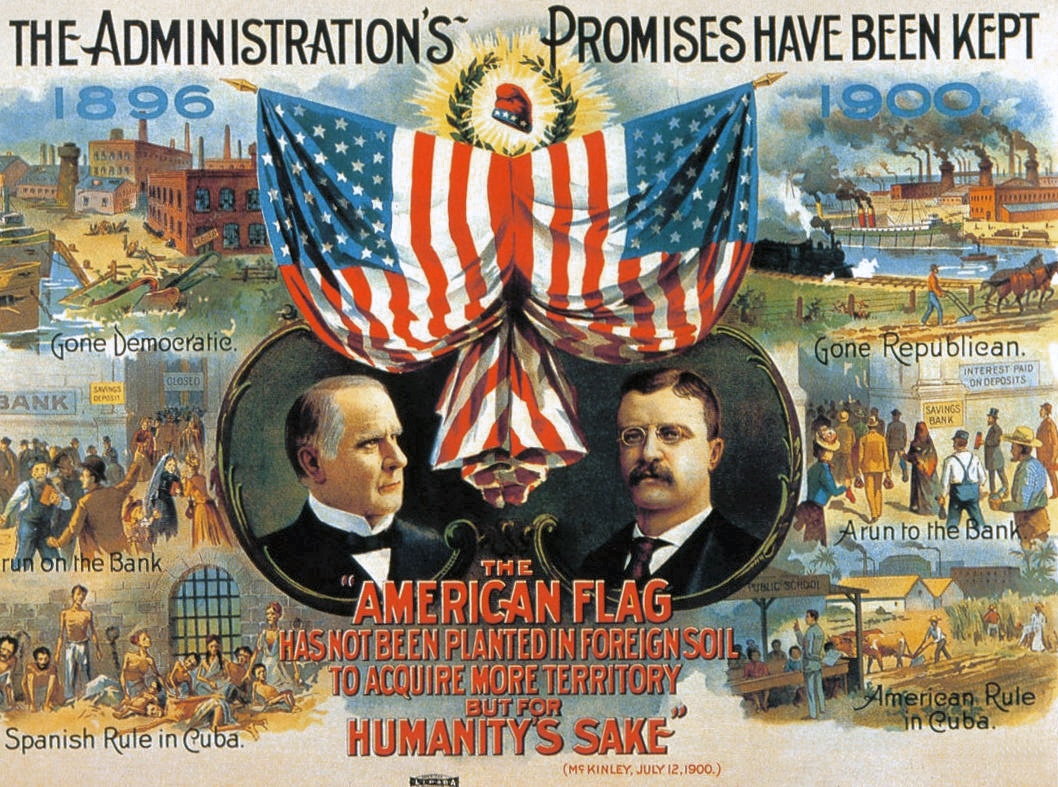
Cartaz da campanha de 1900.

A guerra serviu para aprofundar as relações de reparação entre o Norte e o Sul-Americano. A guerra deu a ambos os lados de um inimigo comum, pela primeira vez desde o fim da Guerra Civil, em 1865, e muitas amizades foram formadas entre os soldados do norte e os estados do sul durante suas excursões de dever. Este foi um avanço importante, já que muitos soldados nesta guerra foram os filhos de veteranos da Guerra Civil de ambos os lados.

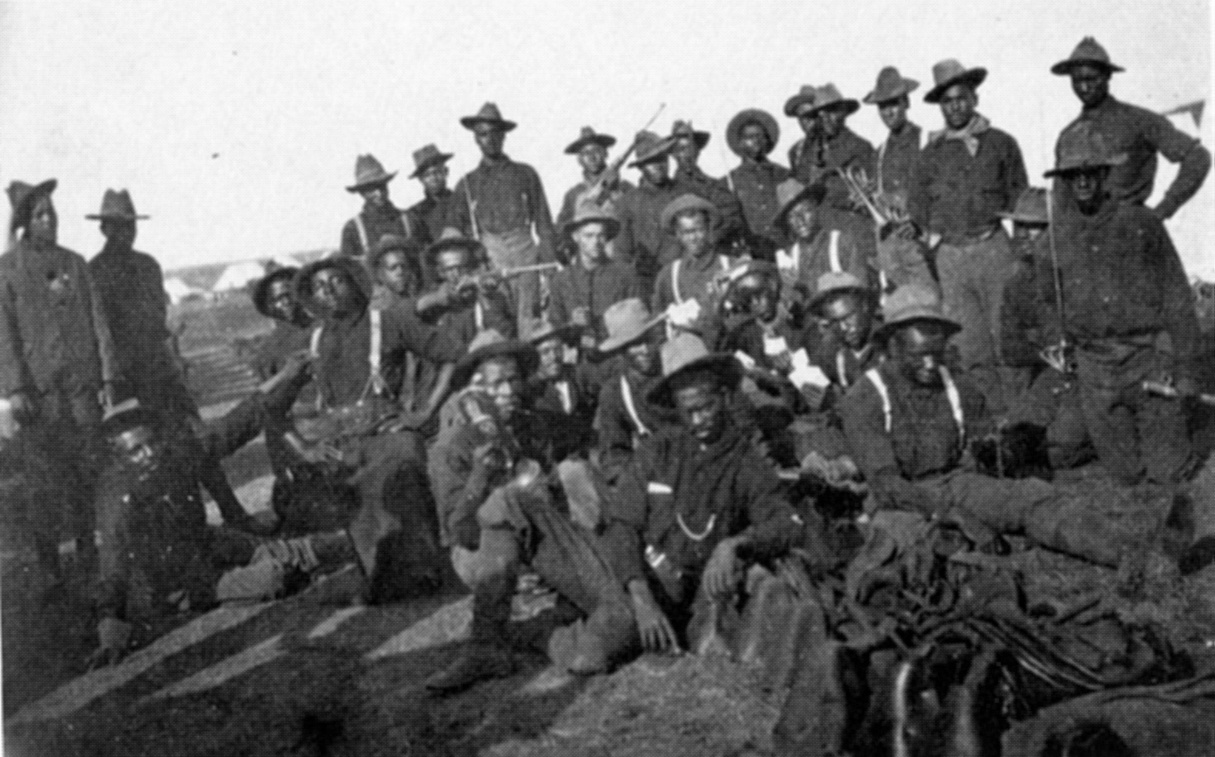
Segregação nas forças armadas dos Estados Unidos em 1898.

A comunidade afro-americana apoiou fortemente os rebeldes em Cuba, apoiou a entrada na guerra, e ganhou prestígio a partir de seu desempenho durante a guerra no exército. Porta-vozes observaram que 33 marinheiros afro-americanos morreram na explosão do Maine. O líder negro mais influente, Booker T. Washington, argumentou que sua raça estava pronta para lutar. Guerra ofereceu-lhes uma chance "para prestar serviço ao nosso país que nenhuma outra raça poderá", porque, ao contrário dos brancos, eles foram "acostumados" ao "clima peculiar e perigoso" de Cuba. Uma das unidades negras que serviam na guerra foi o 9th Cavalry Regiment. Em março de 1898, Washington prometeu ao secretário da Marinha de que a guerra seria respondida por "pelo menos 10 000 fiéis bravos homens fortes, negros no sul que anseiam por uma oportunidade de mostrar a sua lealdade para com a nossa terra, e de bom grado tomar este método de mostrar a sua gratidão pela vida prevista, e os sacrifícios feitos, que os negros possam ter a sua liberdade e direitos".
Em 1904, United Spanish War Veterans foi criada a partir de pequenos grupos de veteranos da guerra hispano-americana. Hoje, essa organização é extinta, mas deixou um herdeiro, Sons of Spanish–American War Veterans, criado em 1937 no 39th National Encampment of the United Spanish War Veterans. De acordo com dados do United States Department of Veterans Affairs, o último sobrevivente americano do conflito, Nathan E. Cook, morreu em 10 de setembro de 1992, aos 106 anos de idade. (Se os dados estiverem certos, Cook, nascido 10 de outubro de 1885, teria tido de apenas 12 anos de idade, quando ele serviu na guerra.)
Os Veterans of Foreign Wars dos Estados Unidos (VFW) foi formado em 1914 a partir da fusão de duas organizações de veteranos anteriores que tanto surgiram em 1899: Os American Veterans of Foreign Service e a National Society of the Army of the Philippines. O primeiro foi formado por veteranos da Guerra Hispano-Americana, enquanto o segundo foi formado por veteranos da Guerra Filipino-Americana. Ambas as organizações foram formadas em resposta aos veteranos gerais negligenciados que retornaram da guerra vivida nas mãos do governo.
Para pagar os custos da guerra, o congresso aprovou um imposto sobre serviço de telefonia de longa distância. Na época, isso afetou apenas os americanos ricos que possuíam telefones. No entanto, o congresso deixou de revogar o imposto após a guerra terminar quatro meses depois, e o imposto permaneceu em vigor por mais de 100 anos, até que, em 1 de agosto de 2006, foi anunciado que o Departamento do Tesouro dos Estados Unidos e o IRS não iria mais cobrar o imposto.

### Investimento americano pós-guerra em Porto Rico
A mudança na soberania de Porto Rico, como a ocupação de Cuba, trouxe grandes mudanças, tanto no insular e as economias dos Estados Unidos. Antes de 1898, a indústria açucareira em Porto Rico estava em declínio por quase meio século. Na segunda metade do século XIX, os avanços tecnológicos aumentaram as exigências de capital para se manter competitiva na indústria de açúcar. Agricultura começou a mudar em direção a produção de café, o que exigia menos capital e acumulação de terras. No entanto, essas tendências foram revertidas com a hegemonia dos Estados Unidos. Políticas monetárias e legais iniciais americanas tornaram tanto mais difíceis para os agricultores locais para continuar as operações e mais fácil para as empresas americanas a acumular terras. Isto, junto com as grandes reservas de empresas americanas de capital, levou a um ressurgimento da indústria de açúcar a Porto Rico na forma de grandes estatais complexos agroindustriais americanos.
Ao mesmo tempo, a inclusão de Porto Rico no sistema tarifário dos Estados Unidos como uma área aduaneira, efetivamente o tratamento de Porto Rico como um estado no que diz respeito ao comércio interno ou externo, o aumento da co-dependência do insular e as economias do continente e as exportações de açúcar beneficiadas com tarifa proteção. Em 1897, os Estados Unidos compraram 19,6% das exportações de Porto Rico, enquanto o fornecimento de 18,5% das suas importações. Em 1905, estes valores saltaram para 84% a 85%, respectivamente. No entanto, o café não foi protegido, pois não era um produto do continente. Ao mesmo tempo, Cuba e Espanha, tradicionalmente os maiores importadores de café de Porto Rico, agora submetidos as tarifas de importação anteriormente inexistentes. Estes dois efeitos levaram a um declínio na indústria do café. De 1897 a 1901 café passou de 65,8% das exportações para 19,6%, enquanto o açúcar passou de 21,6% para 55%. O sistema tarifário também forneceu um mercado protegido para Porto Rico com exportações de tabaco. A indústria do tabaco passou de quase inexistente em Porto Rico para a maior parte do setor agrícola do país.